# Bomullskrut

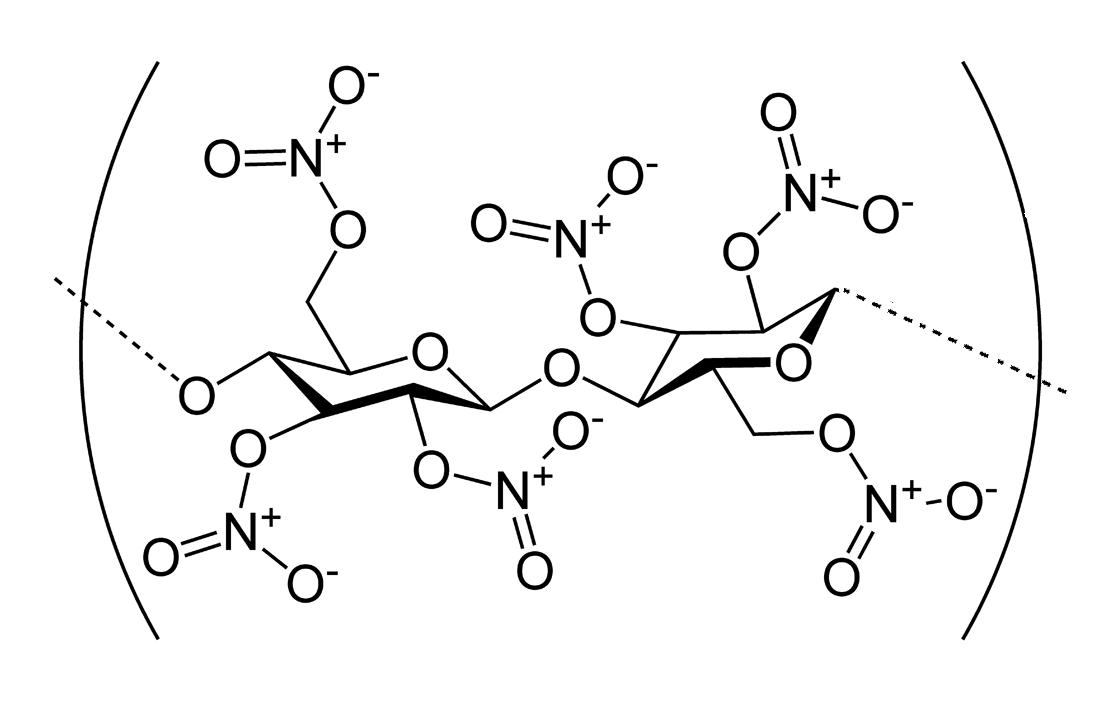
Cellulosatrinitrat

Bomullskrut, även kallat nitrocellulosakrut och högnitrerad cellulosa, är triestern av cellulosanitrat och ett relativt brisant sprängämne. Som drivmedel, krut för eldvapen, blir det användbart först efter gelatinering med till exempel eteralkohol (eter blandat med alkohol) eller nitroglycerin. Bomullskrut ingår som aktiv beståndsdel i de flesta kemiska krut. 
1832 upptäckte Henri Braconnot genom att behandla stärkelse med salpetersyra ett explosivt ämne som han döpte till xyloidin. Sex år senare, 1838, framställde den franske kemisten Théophile-Jules Pelouze ett snarlikt ämne vid liknande försök med bomull, vilket blev grunden för bomullskrutets upptäckt. De första försöken att använda nitrocellulosa som sprängämne gjordes 1846 samtidigt av den tysk-schweiziske kemisten Christian Friedrich Schönbein och den tyske kemisten och fysikern Rudolf Christian Böttger. Därefter följde försök att använda det som ersättningsmedel för svartkrutet både som sprängmedel och som krut för eldvapen. Det visade sig dock snart att krutet var svårt att kontrollera, och efter ett flertal allvarliga olyckor svalnade intresset för bomullskrut och i flera länder förbjöds dess användning.
Den österrikiske artillerikaptenen Wilhelm Lenk von Wolfsberg kom dock på en metod att framställa nitrobomull i form av snören lindade hårt kring en träkärna, och lät 1862 utrusta 30 batterier med laddningar av liknande konstruktion. Wilhelm Lenk von Wolfsberg lyckades dock aldrig framställa tillräckligt säkert krut, och nya olyckor med en mängd dödsoffer ledde till att fabrikationen på nytt förbjöds. Britten Frederick Abel kunde konstatera att en vanligt förekommande självantändning vanligen berodde på bomullskrutets ofullständiga tvättning från syrarester och lyckades genom att mala och omsorgsfullt tvätta bomullskrutet åstadkomma ett mycket säkrare krut. Den amerikanske läkaren John Parker Maynard hade genom att lösa bomullskrut i en blandning av eter och alkohol uppfunnit kollodium. Han använde främst ämnet inom kirurgin, men fransmannen Paul Vieille 1886 upptäckte att en blandning mellan kollodium och bomullskrut kunde skapa ett gelatin som hade ett långsammare förbränningsförlopp och bättre lämpade sig för skjutvapen. Kort därefter upptäckte Alfred Nobel, som sedan en tid tillverkat nitroglycerin att kollodiumbomull kunde lösas i nitroglycerin till ett gummiartat gelatin med relativt låg förbränningshastighet, den så kallade ballistiten, som patenterades 1888.
Bomullskrut framställs genom att bomull (eller liknande cellulosa, såsom lutad träull) doppas i en blandning av salpetersyra och svavelsyra. När bomullen behandlats under föreskriven tid, tvättas den noga med vatten till dess inga syrarester finns kvar. Till utseendet liknar bomullskrutet nästan fullständigt den cellulosa, av vilken det blivit framställt, men känns något strävare. Eftersom framställningsprocessen är något oexakt ser den kemiska reaktionen olika ut och resultatet varierar därefter – också beroende på cellulosans sammansättning. Ett exempel på explosivt bomullskrut är C6H8(NO2)2O5. Antänds det, brinner det häftigt. Antändningstemperaturen ligger vid omkring 180 °C. I torrt tillstånd exploderar det lätt, i fuktigt svårare vid slag och stötar. Bomullskrutets explosiva kraft är ungefär tre gånger så stor som svartkrutets.